# Pas-en-Artois
 Pas-en-Artois  es una población y comuna francesa, en la región de Norte-Paso de Calais, departamento de Paso de Calais, en el distrito de Arras. Es la cabecera y mayor población del cantón de su nombre.

## Demografía
| 695 | 764 | 859 | 913 | 959 | 948 | 925 | 938 |
| Para los censos de 1962 a 1999 la población legal corresponde a la población sin duplicidades (Fuente: INSEE [Consultar]) |     |     |     |     |     |     |     |